# Čudnivský rajón
Čudnivský rajón (ukrajinsky Чуднівський район) byl rajón v Žytomyrské oblasti na Ukrajině. Hlavním městem byl Čudniv a rajón měl přibližně 34 tisíc obyvatel. 

## Sídla v rajónu
- Čudniv
- Ivanopil
- Vakulenčuk
- Velyki Korovynci